# 小暮真久
小暮 真久（こぐれ まさひさ、1972年9月20日 - ）は、日本の社会起業家である。先進国と開発途上国間における食料不均衡問題の同時解決を目指す、NPO法人TABLE FOR TWO International代表理事。東京都出身。現在世界の11カ国（日本・米国・インド・台湾・スイス・イギリス・カナダ・香港・韓国・イタリア・ノルウェー）における活動を統括する。シュワブ財団（スイス）が表彰する「アジアを代表する社会起業家（2011年度）」5名の1人。

## 略歴
- 1990年 - 早稲田大学高等学院卒業[1]
- 1995年 - 早稲田大学理工学部機械工学科卒業[1]
- 1999年 - スウィンバーン工科大学工学修士号取得（メルボルン、オーストラリア）
- 1999年 - マッキンゼー・アンド・カンパニー東京支社入社。製薬、医療機器、製造業、メディアなど多岐に渡る業界のプロジェクトに従事。
- 2004年 - マッキンゼー・アンド・カンパニー　ニュージャージー支社駐在。米国製薬企業の合併交渉や日系製薬企業の米国組織の機能強化などを支援。
- 2005年 - マッキンゼー・アンド・カンパニーを退社。同年、松竹株式会社入社[2]。経営企画部にて映画事業および歌舞伎事業の事業計画策定、新規事業開発などを担当。
- 2007年10月 - 特定非営利活動法人TABLE FOR TWO 経済学者ジェフリー・サックスとの出会いに強い感銘を受け、NPO法人TABLE FOR TWO　Internationalを創設。現代表理事。日本発の社会事業であるTABLE FOR TWOの活動を通じ、先進国と開発途上国間における食料不均衡問題の同時解決に取り組む。現在、社会起業家として日本を本部に世界11カ国拠点を指揮。

## テレビ出演
- 日経スペシャル カンブリア宮殿 1食20円の寄付が途上国の給食に！ 肥満と飢餓の解消へ！日本発の社会事業（2017年2月2日、テレビ東京）[3]

## 著書
- 『「20円」で世界をつなぐ仕事』（2009年3月30日、日本能率協会マネジメントセンター）ISBN 9784820717416
  - 『完全版 「20円」で世界をつなぐ仕事 想いと頭脳で稼ぐ新しい働き方』（2018年10月5日、ダイヤモンド社）ISBN 9784478105504
- 『20代からはじめる社会貢献 400社が支援した「社会起業」とは』（2011年6月17日、PHP研究所 PHP新書）ISBN 9784569794327
- 『社会をよくしてお金も稼げるしくみのつくりかた』（2012年10月20日、ダイヤモンド社）ISBN 9784478020975
- 『人生100年時代の新しい働き方 生産性を高め、パフォーマンスを最大化する5つの力と14のスキル』（2017年9月1日、ダイヤモンド社）ISBN 9784478102244

## 受賞・選出
- 2009年 - 公益社団法人日本青年会議所　人間力大賞 厚生労働大臣奨励賞[4]
- 2010年 - ビジネス書大賞実行委員会　ビジネス書大賞  新人賞　（『「20円」で世界をつなぐ仕事』）[5]
- 2011年 - シュワブ財団　世界経済フォーラム 「アジアを代表する社会起業家」賞[6] 日経BP社  第10回日本イノベーター大賞 優秀賞
- 2012年 - Forbes誌　世界を代表する慈善活動家ヒーロー48人[7][8]
- 2013年 - The Asian Awards 社会起業家部門[9]